# Javier Girotto

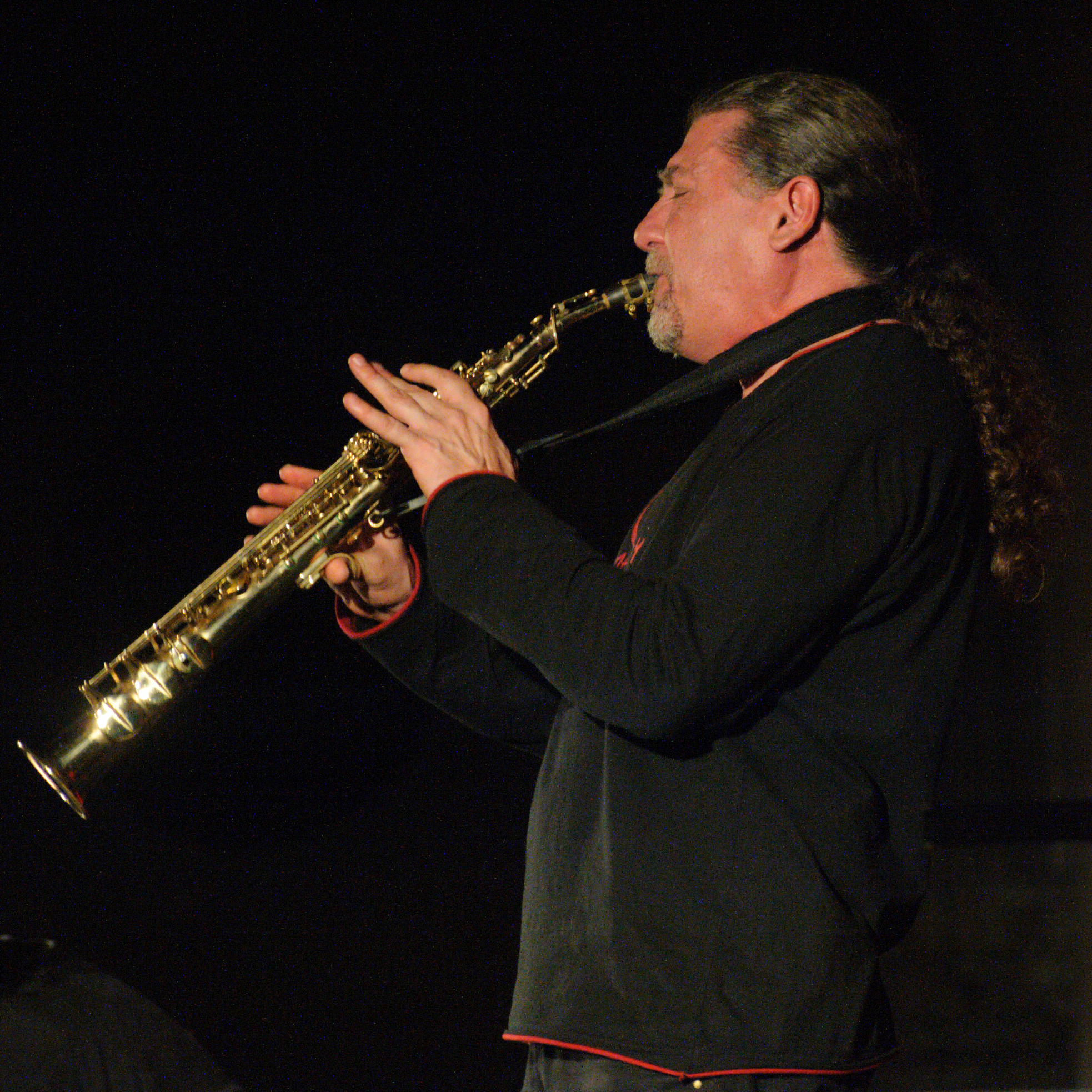
Javier Girotto beim Palatia Jazz Konzert mit Ralph Towner in der Gedächtniskirche in Speyer am 8. Juni 2012

Javier Edgardo Girotto (* 17. April 1965 in Córdoba) ist ein argentinischer Jazz-Saxophonist, Klarinettist und Flötist italienischer Abstammung.

## Leben und Wirken
Girotto spielte in seiner Kindheit zunächst Trommel, dann Klarinette im Orchester Infanto Juvenil de Córdoba und der Kapelle der Stadt Rosario. Ab dem 16. Lebensjahr besuchte er die Flöten- und Klarinettenklasse am Conservatorio Provincial de Córdoba und spielte in verschiedenen Jazz-, Folk- und Fusiongruppen wie Vertiente, Jazz 440 und den Quartetten von Enzo Piccioni und Juan Ciallella.
1984 erhielt er ein Stipendium für ein Studium am Berklee College of Music, das er vier Jahre später summa cum laude abschloss. Dort zählten Joseph Viola, George Garzone, Hal Crook und Jerry Bergonzi zu seinen Lehrern, und er hatte Gelegenheit, mit Musikern wie Danilo Pérez, Bob Moses und Herb Pomeroy aufzutreten.
Im Alter von 25 Jahren kam Girotto nach Italien, wo er mit verschiedenen Latin- und Jazzformationen arbeitete. Seine erste Gruppe, das Latin-Jazz-Sextett Tercer Mundo, gründete er Anfang der 1990er Jahre zusammen mit Horacio „El Negro“ Hernández. Sein nächstes Projekt war die Saxophonband Six-Sax mit Paolo Recchia und Daniele Tittarelli, Gianni Saelli, Marco Siniscalco und dem Perkussionisten Pietro Iodice. Mit dieser Gruppe und den Gästen Bob Mintzer und Randy Brecker spielte er 1995 sein erstes Album Homenaje ein.
Zur gleichen Zeit gründete er mit dem Pianisten Alessandro Gwis, dem Bassisten Marco Siniscalco und dem Perkussionisten Michele Rabbia die Gruppe Aires Tango, mit der er eine Fusion aus Jazz und argentinischem Tango spielte und insgesamt sieben Alben aufnahm. Mit drei Musikern aus seiner Heimatstadt, dem Pianisten Gerardo Di Giusto, dem Perkussionisten Minino Garay und dem Bassisten Carlos „El Tero“ Buschini, gründete er 1999 die Gruppe Cordoba Reunion, mit der er von Milonga, Chacarera, Samba und Candombe beeinflusste Musik spielte und ein Album mit der Sängerin Mercedes Sosa aufnahm.
Im Folgejahr gründete Girotto zwei Duos: eines mit dem Bandoneonisten Daniele di Bonaventura, mit dem er die Alben Javier Girotto Plays Rava, Recordando Piazzolla und Recordando Gardel aufnahm, und eines mit den Akkordeonisten Luciano Biondini, mit dem er zwei CDs mit eigenen Kompositionen einspielte (El Cacerolazo, 2002 und Terra Madre 2005). Mit dem Pianisten Natalio Mangalavite nahm er das Album Colibri auf; mit diesem und dem Sänger Beppe Servillo gründete er das G.S.M Trio. In dieser Zusammenarbeit entstanden die CDs L'Amico di Cordoba und Il Manifesto C.D., zu denen Servillo die Texte schrieb und Girotto die Musik komponierte.
2002 wirkte er als Mitglied von Enrico Ravas Quartett Piano Less (mit Ares Tavolazzi und Fabrizio Sferra) an dessen Album Full of Life mit. Auf dem Album Javier Girotto & Vertere String Quartet spielte Girotto mit einem Streichquartett von Luigi Giannatempo arrangierte eigene Kompositionen. Ab 2006 realisierte er mehrere Projekte mit Paolo Silvestri. Mit Fabrizio Bosso gründete er das Latin Quintet, mit dem er das Album Tribute aufnahm.

## Diskographie
- Six Sax: Homenaje, 1995
- Grandes Amigosm 1996
- Aires Tango: Malvinas, 1996
- Aires Tango: Madres, 1997
- Aires Tango: Poemas, 1999
- Vision - Javier Girotto plays Rava, 2000
- Aires Tango: Cronología del 900, 2000
- Aires Tango: Orígenes, 2001
- Cordoba Reunion: Argentina Jazz, 2001
- Aires Tango: En Vivo, 2002
- Aires Tango: Aniversario, 2002
- Recordando Piazzolla, 2002
- Rl Cacerolazo, 2002
- Colibrì, 2003
- L'Amico di Cordoba, 2003
- Aires Tango: Escenas Argentinas, 2004
- Recordando Gardel, 2004
- Terra Madre, 2005
- New York Session, 2005
- Aires Tango: Trentamilia Cuori, 2006
- Argentina: Escenas en Big Band, 2006
- Nauhel, 2006
- Latin Quintet: Tribute, 2007
- J. Girotto-L. Biondini-P. Silvestri Ensamble, 2007
- Atem Saxophon Quartet: Suix, 2008
- Live at Quirinale, 2008
- Dos Soles, 2008
- Futbol, 2009
- Sol, 2009
- Aires Tango: 10/15, 2009
- Aires Tango: Jazz Italiano Live, 2009
- Sax for Fun: Pangea, 2010
- Kalaidoscopic Arabesque, 2011
- Argentinian 5tet: Alrededores de la Ausencia, 2011